# Słonecznice
Słonecznice (Heliozoa) – wyróżniana niegdyś gromada promienionóżek. Obecnie uważa się, że podobieństwo różnych organizmów tej grupy jest wynikiem konwergencji przedstawicieli różnych supergrup, zwłaszcza Rhizaria (jak inne promienionóżki), ale także Chromalveolata i Opisthokonta.
Ich ciało jest kuliste. Nie posiadają szkieletu, ale u niektórych  spotyka się igiełkowate lub łuseczkowate elementy szkieletowe. Włókienkami osiowymi (aksopodiami) wzmacniają nibynóżki. Zwykle posiadają kilka, a nawet kilkaset jąder i wodniczkę tętniącą. Rozmnażają się wegetatywnie (przez podział). Niektóre mają też zdolność wytwarzania gamet i kopulacji. Występują głównie w wodach słodkich lub środowiskach wilgotnych. Żyją swobodnie lub w koloniach. Większość to drapieżniki. Potrafią schwytać i strawić nawet organizmy większe niż one same, np. wrotki.